# 하동 옥산서원
하동 옥산서원(河東 玉山書院)은 대한민국 경상남도 하동군 옥종면에 있는, 포은 정몽주의 학문과 덕행을 기리기 위해 세운 서원이다.
1983년 7월 20일 경상남도의 문화재자료 제47호 옥산서원으로 지정되었다가, 2018년 12월 20일 현재의 명칭으로 변경되었다.

## 개요
포은 정몽주의 학문과 덕행을 기리기 위해 세운 서원이다.
정몽주(1337∼1392)는 고려시대의 문인으로 성리학을 깊이 연구하였고, 문집으로 『포은집』을 남겼다.
옥산서원은 순조 30년(1830)에 후손들이 진주 비봉산 비봉루에 세웠고, 흥선대원군의 서원철폐령으로 고종 때(재위 1863∼1907)에 폐쇄되었다가 1965년에 지금 있는 자리로 옮겨 세웠다.
서원 안에 있는 건물로는 제사를 지내는 곳인 사당, 영각, 배우는 곳인 강당, 유생들의 기숙사인 동재·서재, 장판각, 내삼문, 외삼문, 주사 등이 있다. 사당 안에는 정몽주의 위패를 모시고 있으며, 영각에는 영정을 보관하고 있다.
해마다 음력 3월과 9월에 제사를 지낸다. 장판각에는 정몽주의 문집판각 500여판을 보관하고 있다.

## 소장 문화재
- 하동 옥산서원 소장 책판 일괄 - 경상남도 문화재자료 제553호

## 참고 자료
- 하동 옥산서원 - 국가유산청 국가유산포털